# الكسندر إيفانز
الكسندر إيفانز (بالإنجليزية: Alexander Evans)‏ هو سياسي أسترالي، ولد في 3 نوفمبر 1881، وتوفي في 3 يونيو 1955.